# Kalkere, Channagiri
Kalkere là một làng thuộc tehsil Channagiri, huyện Davanagere, bang Karnataka, Ấn Độ.